# المستشار الرئيسي (بنغلاديش)
المستشار الرئيسي هو لقب رئيس حكومة تصريف الأعمال الملغاة وحكومة بنغلاديش المؤقتة لعام 2024، والذي يعمل رئيسًا للحكومة خلال فترة الانتقال بين حكومة منتخبة وأخرى. مع صلاحيات تعادل تقريبًا تلك التي يتمتع بها رئيس وزراء الحكومة المنتخبة، فإن سلطته التنفيذية محدودة بموجب الدستور. يقود المستشار الرئيسي لجنة استشارية تضم العديد من المستشارين، يتم اختيارهم جميعًا من بين الأفراد المحايدين سياسياً ليكونوا مقبولين لدى جميع الأحزاب السياسية الرئيسية.

## تاريخ
تم تقديم نظام الحكومة المؤقتة في بنغلاديش في مارس 1996 من خلال إقرار التعديل الثالث عشر للدستور، تم تشكيل النظام لإجراء انتخابات برلمانية بعد الانتخابات التي أجرتها حكومة خالدة ضياء في فبراير والتي قاطعتها أحزاب المعارضة على نطاق واسع. أوصى التعديل بجعل آخر رئيس قضاة متقاعد هو المستشار الرئيسي في عام 1996 تم تعيين القاضي محمد حبيب الرحمن مستشارًا رئيسيًا للحكومة المؤقتة. جنبًا إلى جنب مع رئيس بنغلاديش عبد الرحمن بيسواس، منع محاولة الانقلاب في بنغلاديش عام 1996. واجه الحزب الوطني البنغلاديشي بعض الصعوبات في تعيين مستشار رئيسي للحكومة المؤقتة مما أدى إلى الأزمة السياسية البنغلادشية 2006-2008. عين الحزب الوطني البنغلاديشي الرئيس إياج الدين أحمد مستشارًا رئيسيًا للحكومة المؤقتة، لكنه واجه مطالبات بالاستقالة من رابطة عوامي البنغلاديشية تم استبدال إياج الدين أحمد بفخر الدين أحمد. خلال الأزمة، كانت الحكومة المؤقتة المدعومة من الجيش بقيادة المستشار الرئيسي فخر الدين أحمد. عيَّن فخر الدين أحمد ثلاثة مساعدين خاصين لنفسه مُنحوا رتبة وزير دولة. وكان المساعدون هم المحامي ديباشيس روي، والعميد م. أ. مالك، والأستاذ م. تميم
تم إلغاء نظام الحكومة المؤقتة مع التعديل الثالث عشر في عام 2011 من خلال إقرار التعديل الخامس عشر للدستور للسماح للحكومة المنتخبة بإجراء أي انتخابات عامة في المستقبل. رئيس قضاة بنغلاديش السابق السيد القاضي إيه بي إم خير الحق، الذي كان رئيس قضاة بنغلاديش التاسع عشر عندما أصدر الحكم الذي أعلن أن الحكومة المؤقتة غير قانونية وغير دستورية.
أعيد تعيينه في عام 2024 بموجب تشكيل حكومة مؤقتة خارج الدستور، بعد استقالة رئيسة الوزراء الشيخة حسينة.